# Bulbophyllum foraminiferum
Bulbophyllum foraminiferum là một loài phong lan thuộc chi Bulbophyllum.